# Trechalea macconnelli
Espèce
Synonymes
- Trechalea ellacombei F. O. Pickard-Cambridge, 1903

Trechalea macconnelli est une espèce d'araignées aranéomorphes de la famille des Trechaleidae.

## Distribution
Cette espèce se rencontre en Équateur, au Pérou, au Brésil en Amazonas et au Rondônia, au Guyana et au Suriname,.

## Description
La carapace du mâle décrit par Carico en 1993 mesure 10,0 mm de long sur 10,7 mm de large et l'abdomen 9,0 mm de long et celle de la femelle mesure 9,7 mm de long sur 9,6 mm de large et l'abdomen 10,8 mm de long.

## Étymologie
Cette espèce est nommée en l'honneur de Frederick Vavasour McConnell.

## Publication originale
- Pocock, 1900 : Myriapoda and Arachnida. Report on a collection made by Messrs F. V. McConnell and J. J. Quelch at Mount Roraima in British Guiana. Batrachians. Transactions of the Linnean Society of London, sér. 2, vol. 8, p. 64-71 (texte intégral).